# Крочета Санта Марија (Терамо)
Крочета Санта Марија (итал. Crocetta Santa Maria) је насеље у Италији у округу Терамо, региону Абруцо.
Према процени из 2011. у насељу је живело 77 становника. Насеље се налази на надморској висини од 372 м.